# Kateřina Konečná
Kateřina Konečná (20 gennaio 1981) è una politica ceca.
È presidente del Partito Comunista di Boemia e Moravia dal 2021 ed europarlamentare dal 2014.